# Гренбі (переписна місцевість, Массачусетс)
Гренбі (англ. Granby) — переписна місцевість (CDP) в США, в окрузі Гемпшир штату Массачусетс. Населення — 1306 осіб (2020).

## Географія
Гренбі розташоване за координатами 42°16′0″ пн. ш. 72°31′41″ зх. д. / 42.26667° пн. ш. 72.52806° зх. д. (42.266618, -72.527931).  За даними Бюро перепису населення США в 2010 році переписна місцевість мала площу 9,01 км², з яких 9,00 км² — суходіл та 0,01 км² — водойми.

## Демографія
Згідно з переписом 2010 року, у переписній місцевості мешкало 1368 осіб у 558 домогосподарствах у складі 365 родин. Густота населення становила 152 особи/км².  Було 568 помешкань (63/км²).
Расовий склад населення:
| - 95,8 % — білих - 1,3 % — азіатів - 0,5 % — чорних або афроамериканців |

До двох чи більше рас належало 1,7 %. Частка іспаномовних становила 2,7 % від усіх жителів.
За віковим діапазоном населення розподілялося таким чином: 19,7 % — особи молодші 18 років, 62,4 % — особи у віці 18—64 років, 17,9 % — особи у віці 65 років та старші. Медіана віку мешканця становила 45,4 року. На 100 осіб жіночої статі у переписній місцевості припадало 93,2 чоловіків;  на 100 жінок у віці від 18 років та старших — 90,8 чоловіків також старших 18 років.
Середній дохід на одне домашнє господарство  становив 73 829 доларів США (медіана — 74 167), а середній дохід на одну сім'ю — 87 684 долари (медіана — 87 917). За межею бідності перебувало 3,6 % осіб, у тому числі 0,0 % дітей у віці до 18 років та 0,0 % осіб у віці 65 років та старших.
Цивільне працевлаштоване населення становило 649 осіб. Основні галузі зайнятості: освіта, охорона здоров'я та соціальна допомога — 25,6 %, виробництво — 17,1 %, роздрібна торгівля — 13,4 %, науковці, спеціалісти, менеджери — 11,1 %.